# ケカビ科
ケカビ科(Mucoraceae)は、接合菌門接合菌綱に属するケカビを代表とするカビの分類群である。この科に含まれる属の範囲は多くの説があるが、一般には大型の胞子嚢を持ち、それ以外の小胞子嚢や分節胞子嚢を形成しないものをまとめる。

## 考え方の変遷
古典的にはケカビは接合菌類の最も基本的な形態を持つものと考えられてきた。具体的には、多核の菌糸体を持ち、柄の先端に胞子嚢を作るというのがほぼ共通の特徴である。ケカビに類する菌類の多くのものでは胞子嚢柄が特殊な分枝を出したり、胞子嚢が小胞子嚢や分節胞子嚢などの特殊な構造になっている。その点、ケカビはそのような特殊化が一切ないことを特徴としている。
そのため、ケカビを含む科は、ケカビ目の基本的なものと見なされ、時にはケカビ目のすべてを含めた。それを狭める場合は、比較的特殊な形態や特徴を発達させていないものをこの群に集めることになる。別の視点から見れば、他の群をまとめる場合は、特殊な特徴を目当てに、それを持つものを集めることになるが、ケカビ科の場合には、それがないことを以てまとめざるを得ない。その場合、科の特徴として挙げられる特徴は、ケカビ目の祖先的と思われる形質である場合が多い。そのため、こうしてまとめた群は確かに一応は共通した特徴を持つが、それが同一の系統に含まれることを示すと言えるかどうかは問題である。
実際、共通の特徴以外の点では非常に多様なものが含まれてきた。極端な見方ではケカビ目のほとんど全部をケカビ科とする立場もある。さすがにそのような説はあまり支持されない。しかし、上記のような事情から、ケカビ科を広く取った場合、それは多系統である可能性が高いと考えられている。そのため、歴史的にケカビ科は分割を繰り返してきた。

## 古典的扱い
以下に大型の胞子嚢だけをつける、あるいはケカビ科に含まれたことのあるケカビ目の菌類を上げ、大まかにその扱いを説明する。
- ケカビ(Mucor)は当然ながらケカビ科である。
- シャジクケカビ　Actinomucor・カラクサケカビ(Circinella)・Parasitella（パラシテラ）・ツガイケカビ　Zygorphynchus：いずれも大型で球形の胞子嚢だけをつける。ほぼかならずケカビ科に含められた。
- Dicranophora・タケハリカビ　Spinellus・フタマタケカビ　Syzygites・スポロディニエラ(Sporodiniella)：菌や昆虫の寄生菌からなる。Dicranophoraceaeとした例がある。

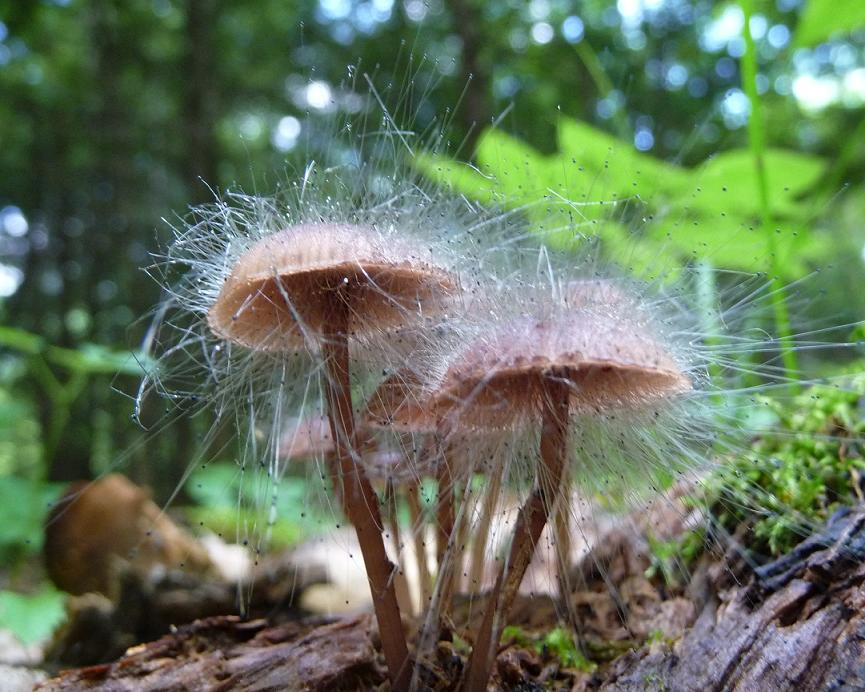
タケハリカビ（キノコに寄生）

- クモノスカビ(Rhyzopus)・ユミケカビ(Absidia)・Apophisomyces・Chlamidoabsidia・ゴングロネラ Gongronella・ハルテロミケス Harteromyces・Rhizopodopsis・Thermomucor：胞子嚢にアポフィシスがある。ユミケカビ科(Absidiaceae)とすることがある。
- サクセネア(Saksenea)・Echinosporangium：いずれも独特の細長い形の胞子嚢を作る。前者は独立のサクセネア科とすることもある。後者は前者と同じ科に含める扱いもあったが、クサレケカビ科に含ませることが多くなっている。
- バクセラ(Backusella)：ケカビそっくりだが小胞子嚢もつける。エダケカビ科(Thamnidiaceae)とすることが多い。
- ヒゲカビ(Phycomyces)：大型の胞子嚢のみ、接合胞子嚢が菌糸の突起で覆われる。ヒゲカビ科(Phycomycetaceae)を立てることが多い。
- ジルベルテラ(Gilbertella)：胞子に毛状突起がある。ケカビ科かコウガイケカビ科とされてきたが、独立の科(Gilbertellaceae)とする扱いもあり、現在ではコウガイケカビ科に所属させる。
- ミズタマカビ(Pirobolus)・Piraila・Utharomyces：胞子嚢が丸ごと外れる構造を持つ。ミズタマカビ科(Problaceae)とするのが普通だったが、現在ではPiraila（ピライラ）だけをケカビ科にすることが示されている
- Aquamortierella：唯一の水中性っぽいケカビ目的カビ。当初はケカビ科とされたが、クサレケカビ科に含めることが多くなっている。
- クサレケカビ(Mortierella)類：胞子嚢に柱軸がない。独立科、あるいは近年では目を分ける。ただし当初これに含まれた一群、Micromucorはケカビ科に含めた例がある。現在ではこれをウンベロプシス(Umberopsis)として独立科に扱うことが多い。

Dictionary of Fungiでは上の4までをケカビ科としているようである。

## 見直し
分子系統の進歩によって直接に系統関係が示された結果、このような形態による分類体系がきわめて人為的であることが示された。そのためにケカビ目の分類体系は大きく見直しを迫られ、現在それが進行しつつある最中である。Hoffman et al.(2013) によると、古典的な体系で想定していた様にケカビ属はこの群の基部ではなく、むしろ一番分岐した枝の先端の方にあり、しかしながら多系統の形を取り、複数のより特殊な体制を取る属がそこに入り交じっている。それらを纏めてケカビ科としているが、ケカビ属そのものの扱いも含め、解決にはまだ道半ばと思われる。